# Scotopetalum
Scotopetalum – rodzaj dwuparców z rzędu Callipodida i rodziny Paracortinidae. Obejmuje dwa opisane gatunki. Znane są z południowych Chin i północnego Wietnamu.

## Morfologia i występowanie

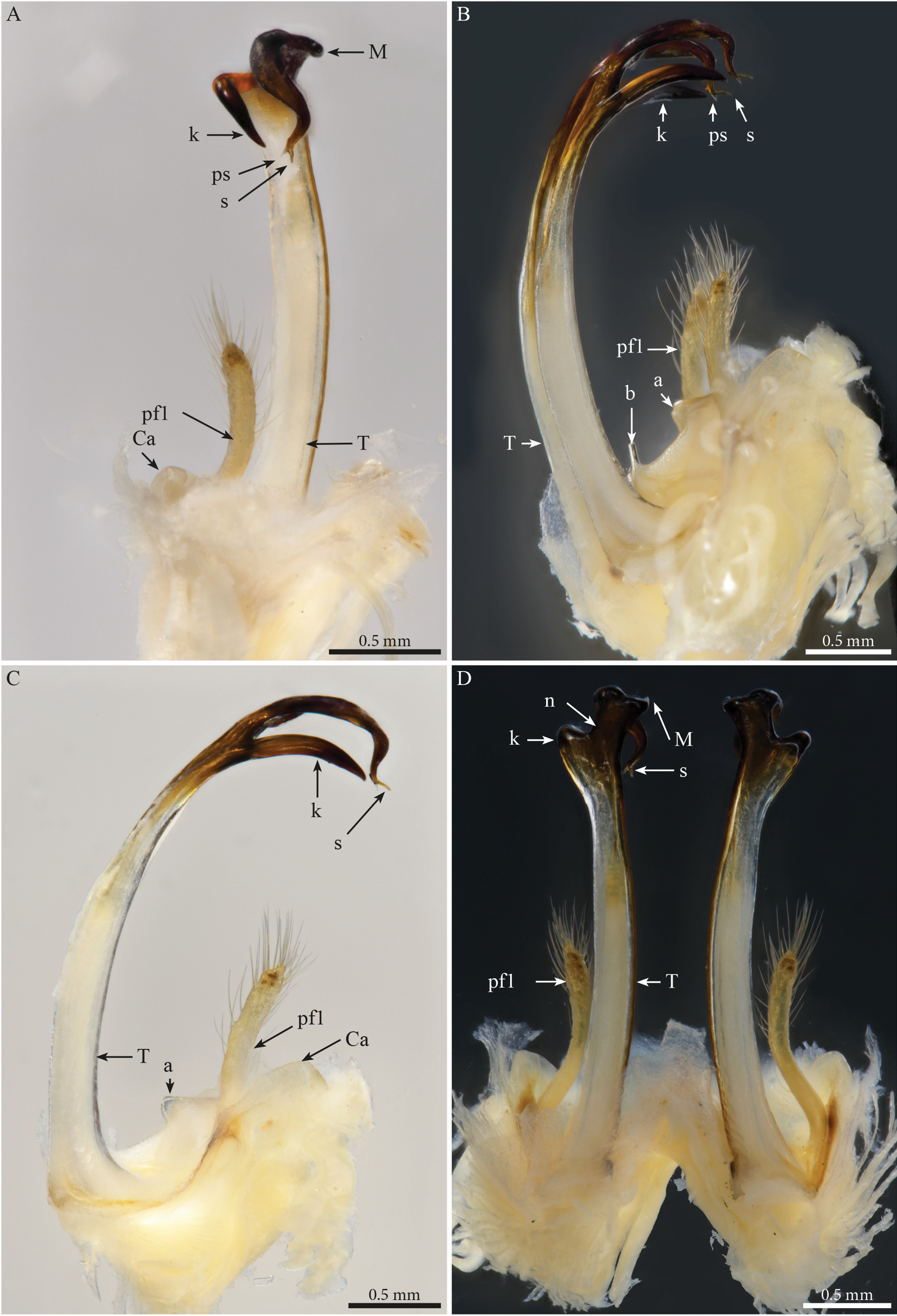
Gonopody Scotopetalum chinense, A: lewy w widoku przednim, B: oba w widoku bocznym, C: lewy w widoku bocznym, D: oba w widoku tylnym. Ca: płat przedni biodra, a: wyrostek pośrodkowy biodra, b: środkowy wyrostek szablasty biodra, pf: wyrostek parafemoroidalny, T: telopodit, n: wcięcie, k: wyrostek boczny odsiebnej części telopoditu, M: wyrostek pośrodkowy odsiebnej części telopoditu, ps: parasolenomer, s: solenomer

Wije o ciele walcowatym, wydłużonym, przeciętnych jak na przedstawicieli rzędu rozmiarów. Czułki i odnóża są smukłe i mocno wydłużone. Głowa samca pozbawiona jest nabrzmiałości czy wyrostka na ciemieniu. Pola oczne (ocellaria) zawierają po 15–30 omatidiów rozmieszczonych w pięciu lub sześciu szeregach. Samiec ma ósmą parę odnóży zmodyfikowaną w gonopody o rozszerzonych i zaokrąglonych przednich płatach biodrowych. Gonopody Scotopetalum różnią się od tych u Angulifemur równoległym ustawieniem trzonów telopoditów, od tych u Paracortina i Crassipetalum silnie uwstecznionymi przednio-środkowymi wyrostkami prawie szablastymi bioder (processus coxalis subfalcalis), a od Crassipetalum ponadto znacznie mniejszymi wyrostkami prefemoroidalnymi, obecnymi w liczbie jednej sztuki na gonopodzie.
Znany zasięg rodzaju ograniczony jest do południowych Chin i północnego Wietnamu. S. chinense jest endemitem powiatu Zhen Xiong w Junnanie, zaś S. warreni podawany jest z wietnamskich prowincji Cao Bằng i Thanh Hóa. Oba gatunki zamieszkują wyłącznie jaskinie (są troglobiontami).

## Taksonomia
Takson ten wprowadzony został w 2000 roku przez Wiliama A. Sheara na łamach „Myriapodologica” jako monotypowy, z opisanym w tej samej publikacji S. warreni jako jedynym gatunkiem. Omawiany rodzaj Shear umieścił w rodzinie Schizopetalidae – dostrzegł podobieństwa między Scotopetalum i Paracortina, ale podważał zasadność wyróżniania rodziny Paracortinidae. W 2004 roku Pavel Stoev i Jean-Jacques Geoffroy dokonali na łamach „Acta Arachnologica” przeglądu przedstawicieli rodziny Paracortinidae i w jego ramach zsynonimizowali Scotopetalum z Paracortina. W 2023 roku Nesrine Akkari, Oliver Macek i Pavel Stoev opublikowali na łamach „ZooKeys” rewizję rodziny i w jej ramach przywrócili ważność Scotopetalum, klasyfikując doń dwa opisane gatunki:
- Scotopetalum chinense (Stoev et Geoffroy, 2004)
- Scotopetalum warreni Shear, 2000